# Amphiura repens
Amphiura repens är en ormstjärneart som beskrevs av George Richard Lyman 1875. Amphiura repens ingår i släktet Amphiura och familjen trådormstjärnor. Inga underarter finns listade i Catalogue of Life.